# Reino Oittinen
Reino Henrik Oittinen, född 26 juli 1912 i Helsingfors, död där 1 mars 1978, var en finländsk ämbetsman och politiker (socialdemokrat) och skolman.
Oittinen blev filosofie kandidat 1934, verkade 1938–1945 vid Arbetarnas bildningsförbund, var 1945–1950 rektor för Arbetarakademin och 1950–1972 generaldirektör för Skolstyrelsen. Han var 1948–1950 undervisningsminister i Karl-August Fagerholms socialdemokratiska minoritetsregering och innehade denna post också 1951–1953, 1957–1958, 1963–1964 och 1966–1968. Oittinen, som under den socialdemokratiska splittringens tid på 1950- och 1960-talet var en av den så kallade tredje linjens huvudfigurer, arbetade målmedvetet för grundskolans införande och ledde framgångsrikt flera kommittéer som beredde denna fråga.
I fråga om språkundervisningen i grundskolan förespråkade Oittinen undervisning i endast ett främmande språk, det vill säga engelska med förbigående av svenskan, men led nederlag. Det ledde till oenighet med SFP och Johannes Virolainen, som absolut ville att svenska skulle vara ett obligatoriskt ämne i grundskolan. Dessutom hamnade han i trubbel för att han som ateist ville avskaffa undervisningen i konfessionell religion. Dessa meningsskiljaktigheter ledde till att han uteslöts från politiken. Att komma in på gymnasiet bör enligt Oittinen kräva kunskaper i svenska. Därmed var hans plan svag i och med att beslutet om att prova gymnasiet borde ha tagits år i förväg.
Oittinen var även centralt med om att skriva socialdemokratiska parti- och kulturpolitiska program samt spelade en viktig roll vid utvecklandet av Finlands internationella kulturpolitiska relationer. Han forskade i den finländska arbetarrörelsens historia; bland hans arbeten märks Työväenkysymys ja työväenliike Suomessa (1948). Han blev 1964 pedagogie hedersdoktor och erhöll 1971 ministers titel.

## Fotnoter
1. ↑  Reino Oittinen, Biografiskt lexikon för Finland, Svenska litteratursällskapet i Finland, Biografiskt Lexikon för Finland ID (urn.fi): 4152-1416928956758, läs online.[källa från Wikidata]
2. ↑  Ministerdatasystemet, finländsk minister-ID (arkiverad): 317, läst: 23 april 2022.[källa från Wikidata]